# 鳳凰座σ
鳳凰座σ，又名CD-5014047，HD 223145、SAO 248018、HR 9006，是鳳凰座的一颗恒星，视星等为5.18，位于銀經326.59，銀緯-63.85，其B1900.0坐标为赤經23h 41m 57.6s，赤緯-50° -63.85′ 53″。